# Audrey Hepburn
Audrey Hepburn (/ˈɔːdri ˈhɛpˌbɜːrn/; tên khai sinh Audrey Kathleen Ruston; 4 tháng 5 năm 1929 – 20 tháng 1 năm 1993) là một nữ diễn viên người Anh. Là biểu tượng của điện ảnh và thời trang, Hepburn hoạt động trong thời Hoàng kim của Hollywood. Bà xếp ở vị trí thứ 3 trong danh sách những huyền thoại vĩ đại nhất lịch sử chiếu bóng Hoa Kỳ do Viện phim Mỹ bình chọn và được vinh danh tại Đại lộ Danh vọng Hollywood. Sinh ra tại Ixelles, một quận của Brussels, Hepburn trưởng thành tại Bỉ, Anh và Hà Lan, bao gồm khu vực Arnhem bị Đức chiếm đóng trong Chiến tranh thế giới thứ hai, nơi bà làm việc chuyển phát nhanh trong cuộc kháng chiến chống Đức và hỗ trợ gây quỹ. Tại Amsterdam, bà theo học bộ môn kịch múa với Sonia Gaskell, trước khi chuyển đến Luân Đôn vào năm 1948 để tiếp tục chương trình luyện tập cùng Marie Rambert và hát bè tại các chương trình nhạc kịch West End.
Sau khi tham gia nhiều vai phụ trong các bộ phim, Hepburn được tiểu thuyết gia người Pháp Colette chú ý và sắm vai chính trong vở kịch Broadway Gigi (1951). Bà bứt phá bằng vai chính trong Roman Holiday (1953), đem lại cho bà giải Oscar, giải Quả cầu vàng và giải BAFTA. Cùng năm đó, Hepburn thắng giải Tony cho "Nữ diễn viên chính kịch xuất sắc nhất" với diễn xuất trong Ondine. Bà tiếp tục xuất hiện trong nhiều bộ phim thành công, như Sabrina (1954), The Nun's Story (1959), Breakfast at Tiffany's (1961), Charade (1963), My Fair Lady (1964) và Wait Until Dark (1967). Bà lập kỷ lục khi thắng 3 giải BAFTA cho "Nữ diễn viên chính Anh Quốc xuất sắc nhất". Trong sự nghiệp điện ảnh, bà được vinh danh bằng Giải BAFTA Thành tựu trọn đời, giải Quả cầu vàng Cecil B. DeMille, giải thưởng Thành tựu trọn đời của Hội Diễn viên Điện ảnh và giải thưởng Tony đặc biệt. Bà là một trong số ít nghệ sĩ đã giành giải Oscar, Emmy, Grammy và Tony.
Hepburn sau này ít tham gia diễn xuất mà cống hiến nhiều hơn cho UNICEF. Dù đóng góp cho tổ chức này từ năm 1954, bà chỉ mới làm việc tại những cộng đồng khó khăn nhất tại châu Phi, Nam Phi và châu Á giữa năm 1988 và năm 1992. Bà được phong tặng Huân chương Tự do Tổng thống để ghi nhận đóng góp dưới cương vị của một Đại sứ Thiện chí của UNICEF vào tháng 12 năm 1992. Một tháng sau, Hepburn qua đời vì căn bệnh ung thư ruột thừa tại nhà riêng ở Thụy Sĩ, hưởng thọ 63 tuổi.

## Cuộc đời và sự nghiệp

### 1929–38: Gia đình và những năm đầu đời
Hepburn tên thật là Audrey Kathleen van Heemstra Ruston, sinh ngày 4 tháng 5 năm 1929 tại số 48 Rue Keyenveld, quận Ixelles, vùng nói hai ngôn ngữ và là một quận thuộc thủ đô Bruxelles của Bỉ. Cha của bà, Joseph Victor Anthony Ruston (1889–1980) là một người Anh sinh tại Úžice, Bohemia, trong gia đình của Anna Ruston (nhũ danh Wels), mang dòng máu Áo; và Victor John George Ruston, có gốc gác từ Anh Quốc và Áo. Sau Chiến tranh thế giới thứ nhất, Joseph được lãnh sự Anh chỉ định tại Đông Ấn Hà Lan; trước khi kết hôn với mẹ của Hepburn, ông từng có một cuộc hôn nhân với Cornelia Bisschop, một nhà thừa kế người Hà Lan. Dù sinh tại Ruston, ông lại lấy họ Hepburn-Ruston "mang tính quý tộc" hơn, nhầm lẫn mình là hậu duệ của James Hepburn, người chồng thứ ba của Mary I của Scotland. Hepburn giữ quốc tịch Anh Quốc thông qua cha của bà.
Mẹ của Hepburn, Nữ Nam tước Ella van Heemstra (1900–1984), là một quý tộc người Hà Lan, con gái của Nam tước Aarnoud van Heemstra, thị trưởng của Arnhem từ năm 1910 và 1920 và là Thống đốc của Suriname thuộc Hà Lan từ năm 1921 đến 1928. Mẹ của Ella là Elbrig Willemine Henriette, nữ Nam tước van Asbeck (1873–1939), là cháu gái của Bá tước Dirk van Hogendorp. Năm 19 tuổi, Ella kết hôn với nhà quý tộc Hendrik Gustaaf Adolf Quarles van Ufford, một nhà điều hành dầu mỏ tại Batavia, Dutch East Indies, nơi họ sinh sống sau đó. Họ có hai người con trai, Jonkheer Arnoud Robert Alexander Quarles van Ufford (1920–1979) và Jonkheer Ian Edgar Bruce Quarles van Ufford (1924–2010), trước khi ly hôn vào năm 1925.
Cha mẹ của Hepburn kết hôn tại Batavia vào tháng 9 năm 1926. Lúc đó, Ruston làm việc tại một công ty giao dịch, nhưng không lâu sau khi kết hôn, hai người chuyển đến châu Âu, nơi ông làm việc tại một công ty cho vay. Sau 1 năm ở Luân Đôn, họ dời về Brussels, nơi ông được giao một văn phòng chi nhánh. Họ trải qua thêm 3 năm bôn ba giữa Brussels, Arnhem, The Hague và Luân Đôn, trước khi định cư tại khu đô thị Linkebeek vào năm 1932. Thuở thơ ấu của Hepburn rất êm đềm và được chiều chuộng. Nhờ xuất thân đa quốc gia và phải đi lại nhiều vì công việc của cha mình, Hepburn biết nói đến 5 ngôn ngữ: tiếng Hà Lan và tiếng Anh từ gia đình; sau đó bà học thêm tiếng Pháp, tiếng Tây Ban Nha và tiếng Ý. Để trau dồi thêm Anh ngữ, Hepburn theo học tại một trường nội trú ở Elham, Kent khi lên 5 tuổi.
Cha mẹ của Hepburn là thành viên của Liên minh Phát xít Anh vào giữa những năm 1930, trong khi cha của bà trở thành một người ủng hộ Đức Quốc xã thực thụ. Joseph đột ngột thoát ly khỏi gia đình vào năm 1935 và ly hôn với Ella vào năm 1938; tính cực đoan gia tăng, những cáo buộc của cha vợ rằng ông là người vô trách nhiệm về tài chính, sự bất trung, và nghiện rượu được cho là những nguyên nhân gây nên sự đứt đoạn hôn nhân. Ella là người nhận nuôi Hepburn và cho dù Joseph—người định cư tại Luân Đôn lúc bấy giờ—có quyền đến thăm nuôi, ông lại không dùng đến quyền lợi này. Hepburn sau này khẳng định sự thiếu vắng bóng hình của người cha là "sự kiện đau thương nhất đời tôi". Vào thập niên 1960, Hepburn liên lạc lại với cha mình sau khi biết ông đang ở Dublin thông qua Hội Chữ thập đỏ; dù ông còn lạnh nhạt với bà, Hepburn vẫn trợ cấp tài chính cho ông cho đến cuối đời. Sau khi ly hôn, Ella bắt đầu đến thăm Kent thường xuyên hơn.

### 1939–45: Thời niên thiếu trong Chiến tranh thế giới thứ hai
Sau khi Anh tuyên bố chiến tranh tại Đức vào tháng 9 năm 1939, mẹ của Hepburn dắt con gái về sống tại Arnhem, với hy vọng trong Chiến tranh thế giới thứ nhất, Hà Lan sẽ không bị ảnh hưởng từ các cuộc tấn công của Đức. Tại đó, Hepburn theo học Nhạc viện Arnhem từ năm 1939 đến 1945. Bà bắt đầu tham gia các khóa học kịch múa trong những năm học nội trú cuối cùng và tiếp tục khổ luyện ở Arnhem dưới sự giám sát của Winja Marova, trở thành "học trò xuất sắc" của bà. Sau khi Đức xâm lược Hà Lan vào năm 1940, Hepburn lấy họ Edda van Heemstra, vì cái tên gốc Anh có thể gây nguy hiểm cho bà dưới sự chiếm đóng của Đức Quốc xã. Gia đình của bà bị ảnh hưởng một cách sâu sắc bởi cuộc chiếm đóng, Hepburn chia sẻ "nếu biết mình bị chiếm giữ trong 5 năm thì chúng tôi có lẽ đã tự sát. Chúng tôi nghĩ mọi chuyện sẽ chấm dứt trong một tuần... sáu tháng... một năm... đó là cách chúng tôi vượt qua". Vào năm 1942, chú của bà, Otto van Limburg Stirum (chồng của dì Miesje) bị tử hình vì tội phá hoại bởi phong trào kháng chiến; dù không liên quan đến vụ việc, ông vẫn bị theo dõi vì sự nổi tiếng của gia đình trong cộng đồng Hà Lan. Người anh em kế của Hepburn, Ian, bị đày đến một trại lao động tại Berlin, trong khi Alex, một người anh em kế khác, cũng phải ở ẩn để tránh bị lưu đày đi nơi khác.
—Hepburn kể về sự chiếm đóng của Đức Quốc xã tại Hà Lan
Sau khi chú của bà qua đời, Hepburn, Ella và Miesje rời bỏ Arnhem để đến gần Velp, sống cùng ông là Baron Aarnoud van Heemstra. Trong thời gian này, Hepburn tham gia cuộc kháng chiến Hà Lan, làm liên lạc, giao thư và bưu kiện, trong khi trình diễn kịch múa tại những sự kiện gây quỹ bí mật. Ngoài những sự kiện đau thương khác, bà phải chứng kiến cuộc di chuyển của những người Do Thái Hà Lan đến trại tập trung, bà kể lại "Tôi nhiều lần thấy đoàn tàu chở người Do Thái tại trạm, nhìn tất cả những gương mặt trên đỉnh toa xe. Tôi nhớ rất rõ, có một cậu bé đứng cùng cha mẹ mình trên xe, trông cậu ấy nhợt nhạt cùng mái tóc vàng hoe, mặc một chiếc áo khoác quá cỡ và bước lên đoàn tàu. Tôi nhìn thấy cậu bé trong lúc mình còn là một đứa trẻ."
Sau khi quân Đồng minh hạ cánh vào ngày 6 tháng 6 năm 1944, điều kiện sinh sống trở nên tệ hơn và Arnhem sau đó bị phá hủy trong Chiến dịch Market Garden. Trong lúc nạn đói tại Hà Lan kéo dài đến mùa Đông năm 1944, quân Đức chặn lộ trình tiếp tế thực phẩm và nhiên liệu đến người dân Hà Lan. Hepburn và nhiều người khác tham gia làm bánh quy từ bột mì và bóng đèn tulip; cơ thể bà bị thiếu máu cấp tính, gặp các vấn đề về hô hấp và phù nề, là kết quả của căn bệnh suy dinh dưỡng. Gia đình The van Heemstra cũng bị ảnh hưởng nghiêm trọng về tài chính bởi cuộc chiếm đóng, trong đó, nhiều tài sản của họ—bao gồm nguồn bất động sản chính tại Arnhem—bị phá hủy và thiếu hụt trầm trọng. Quân Đồng minh giải phóng Hà Lan vào tháng 5 năm 1945; Liên hiệp Quốc về Quản trị cứu trợ và phục hồi chức năng bắt đầu cung cấp thức ăn và các yếu phẩm khác.

### 1945–52: Kịch múa và khởi nghiệp diễn xuất
Sau khi chiến tranh kết thúc vào năm 1945, Hepburn chuyển đến ở cùng mẹ và anh chị em tại Amsterdam, nơi bà bắt đầu luyện tập kịch múa cùng Sonia Gaskell, một biểu tượng hàng đầu trong thể loại kịch múa Hà Lan và Olga Tarassova. Khi tài sản của gia đình bị thất lạc trong chiến tranh, Ella bươn chải bằng việc trở thành đầu bếp và quản gia cho một gia đình giàu có. Hepburn lần đầu tiên tham gia điện ảnh năm 1948, vào vai tiếp viên hàng không trong Dutch in Seven Lessons, một bộ phim giáo dục du lịch do Charles van der Linden và Henry Josephson thực hiện. Cuối năm đó, bà chuyển đến Luân Đôn để nhận học bổng kịch múa cùng Ballet Rambert, sau này diễn ra tại Notting Hill. Bà tự nuôi bản thân bằng công việc người mẫu bán thời gian và bỏ họ "Ruston". Sau khi Rambert bảo rằng tuy Hepburn rất tài năng, chiều cao và thể trạng yếu ớt (hậu quả của căn bệnh suy dinh dưỡng trong thời chiến) có thể khiến bà không thể đạt đến danh hiệu prima ballerina, bà quyết định tập trung vào sự nghiệp diễn xuất.
Khi Ella phải làm nhiều công việc hèn mọn để hỗ trợ gia đình, Hepburn hát bè tại nhiều vở nhạc kịch tại nhà hát West End như High Button Shoes (1948) ở London Hippodrome và Sauce Piquante (1950) ở Nhà hát Cambridge. Trong lúc tham gia kịch nghệ, bà theo học nhiều khóa diễn thuyết cùng diễn viên Felix Aylmer để cải thiện giọng nói. Sau khi được một đạo diễn tuyển vai chú ý lúc trình bày trong Sauce Piquante, Hepburn trở thành một nữ diễn viên tự do của hãng Associated British Picture Corporation. Bà xuất hiện trong nhiều vai nhỏ trong những bộ phim năm 1951 One Wild Oat, Laughter in Paradise, Young Wives' Tale và The Lavender Hill Mob, trước khi sắm vai phụ đầu tiên trong The Secret People (1952) của Thorold Dickinson, nơi bà vào vai một nữ vũ công kịch múa phi thường và tự mình trình diễn tất cả các phân đoạn khiêu vũ.
Hepburn sau đó nhận một vai nhỏ trong bộ phim sử dụng cả tiếng Anh và Pháp, Monte Carlo Baby (Nous Irons à Monte Carlo) (1951), ghi hình tại Monte Carlo. Tình cờ thay, tiểu thuyết gia người Pháp Colette đang ở Hôtel de Paris tại Monte Carlo trong lúc quay và quyết định tuyển Hepburn vào vai chính trong vở kịch Broadway Gigi. Hepburn đến tập dượt và yêu cầu huấn luyện riêng. Khi Gigi mở màn tại Nhà hát Fulton ngày 24 tháng 11 năm 1951, bà nhận nhiều lời khen ngợi cho diễn xuất của mình, cho dù phiên bản sân khấu bị chê trách so với phiên bản tiếng Pháp. Life gọi bà là "một cú hích mạnh" trong khi The New York Times khẳng định "khí chất của bà thành công đến mức khiến bà là điểm sáng của đêm diễn". Bà còn nhận thêm Giải Nhà hát thế giới cho vai diễn này. Vở kịch diễn ra trong 219 suất, hạ màn vào ngày 31 tháng 5 năm 1952, trước khi trở lại lưu diễn từ ngày 13 tháng 10 năm 1952 tại Pittsburgh và ghé qua Cleveland, Chicago, Detroit, Washington D.C. và Los Angeles. Chương trình kết thúc ngày 16 tháng 5 năm 1953 tại San Francisco.
Vào năm 1952, Hepburn đính hôn với James Hanson, Baron Hanson, người quen biết với bà từ những ngày đầu ở Luân Đôn. Bà gọi đó là "tình yêu ngay từ ánh nhìn đầu tiên", nhưng sau khi đặt váy cưới và hẹn ngày, bà quyết định hủy hôn ước vì sự nghiệp diễn xuất có thể khiến họ xa cách lâu dài. Bà xuất bản một thông báo chính thức về quyết định của mình, nói rằng "Khi tôi kết hôn, tôi muốn mình thực sự kết hôn". Vào đầu những năm 1950, bà còn hẹn hò với nhà sản xuất Hair, Michael Butler.

### 1953–60:Roman Holidayvà bứt phá

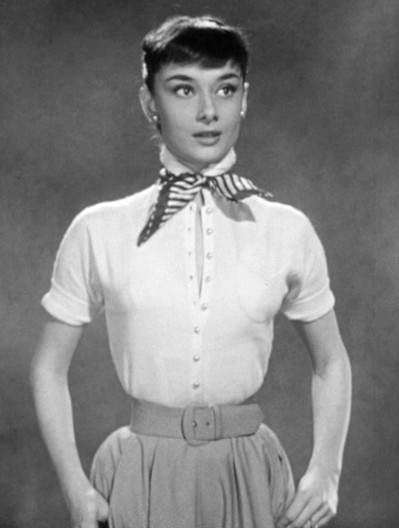
Hepburn trong buổi thử vai cho Roman Holiday (1953), đồng thời được sử dụng làm tư liệu quảng bá

Vai chính diện điện ảnh đầu tiên của Hepburn là nàng Công chúa Anne trong Roman Holiday (1953), người bỏ trốn khỏi cuộc sống hoàng gia và phải lòng một phóng viên người Mỹ (Gregory Peck). Nhà sản xuất của phim ban đầu muốn Elizabeth Taylor cho vai diễn, nhưng đạo diễn William Wyler lại ấn tượng với buổi thử vai của Hepburn đến nỗi tuyển bà cho bộ phim này. Wyler nói rằng, "Cô ấy có tất cả những gì tôi tìm kiếm: Duyên dáng, ngây thơ và tài năng. Cô ấy còn rất khôi hài và hết sức tuyệt vời! Chúng tôi đã nói: Đây chính là cô ấy!'" Họ cũng chỉ muốn đưa tên của Gregory Peck phía trên tựa đề, với dòng chữ "Giới thiệu Audrey Hepburn" in nhỏ bên dưới. Dù vậy, Peck muốn Wyler đưa tên của bà cùng kích cỡ và vị trí với ông, khi cả hai nhận số tiền như nhau: "Bạn phải thay đổi điều đó vì cô ấy sẽ là một ngôi sao lớn còn tôi sẽ trông như một gã đểu."

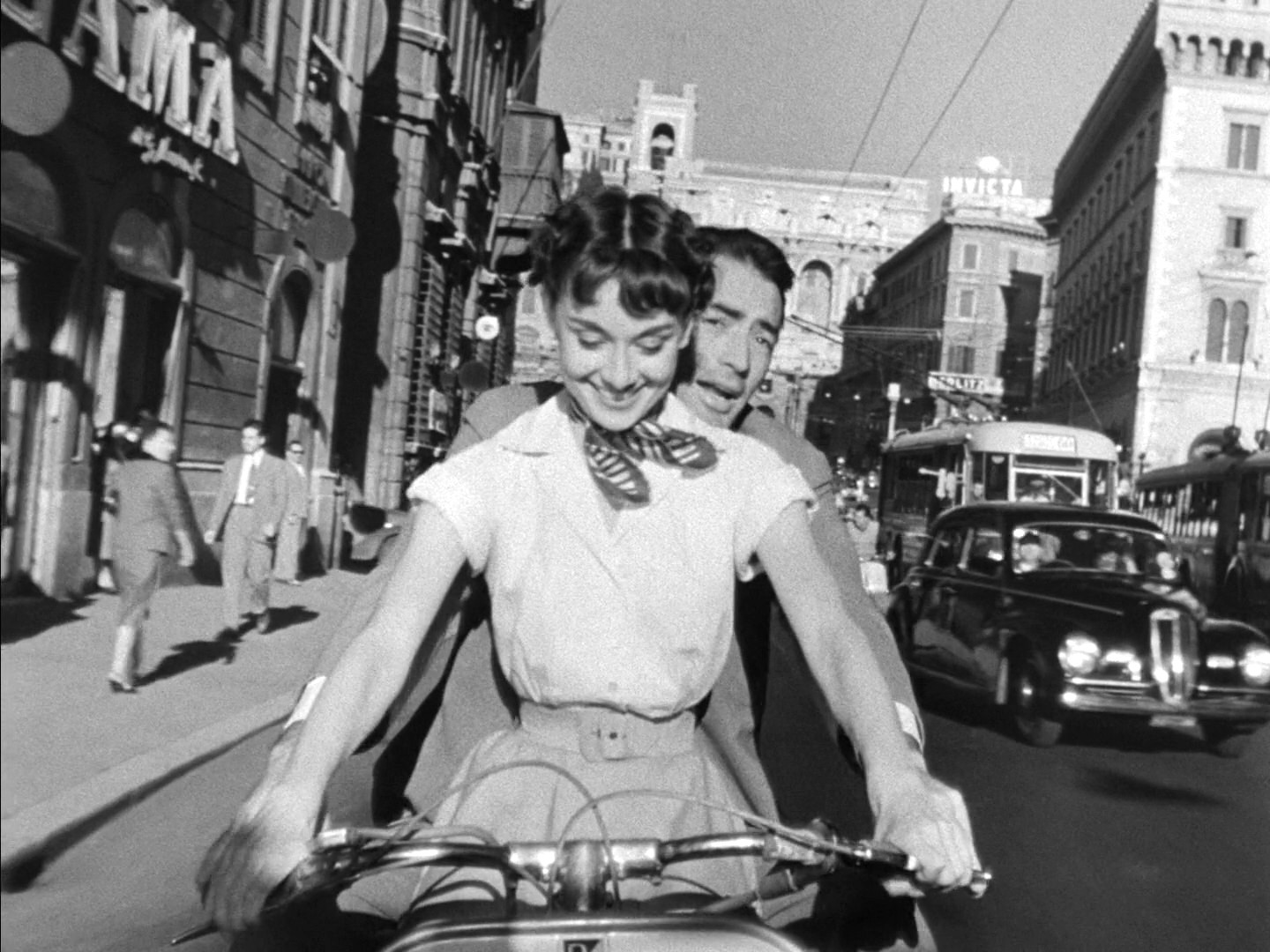
Hepburn và Peck cưỡi trên chiếc Vespa du ngoạn khắp Rome, trong Roman Holiday (1953)

Bộ phim đạt thành công rực rỡ tại phòng vé và đem về cho Hepburn nhiều lời khen ngợi, bất ngờ chiến thắng giải Oscar cho "Nữ diễn viên chính xuất sắc nhất", giải BAFTA cho "Nữ diễn viên chính Anh Quốc xuất sắc nhất" và giải Quả cầu vàng cho "Nữ diễn viên phim chính kịch xuất sắc nhất" năm 1953. Trong bài nhận xét trên tờ The New York Times, A. H. Weiler viết rằng nhân vật Công chúa Anne "là một vẻ đẹp mảnh mai, tinh nghịch và đượm buồn, xen kẽ nét vương giả và nghịch ngợm trong sự mới mẻ, niềm vui đơn giản và tình yêu. Dù mỉm cười mạnh mẽ khi biết cuộc tình kia chấm dứt, cô vẫn là hình tượng cô độc một cách đáng thương phải đối diện với tương lai ngột ngạt."
Hepburn ký kết một hợp đồng gồm 7 bộ phim cùng hãng Paramount với 12 tháng nghỉ ngơi giữa các bộ phim để bà dành thời gian cho tác phẩm sân khấu. Bà xuất hiện trên bìa tạp chí Time vào ngày 7 tháng 9 năm 1953, trở nên nổi tiếng bởi phong cách cá nhân của bà. Sau thành công của Roman Holiday, Hepburn đóng trong bộ phim hài lãng mạn dựa trên câu chuyện của Lọ Lem–Sabrina (1954), nơi hai anh em giàu có (Humphrey Bogart và William Holden) ganh đua để lấy lòng cô con gái ngây thơ của người tài xế (Hepburn). Với vai diễn này, bà giành đề cử cho "Nữ diễn viên xuất sắc nhất" tại lễ trao giải Oscar lần thứ 27 và thắng giải BAFTA cho "Nữ diễn viên chính xuất sắc nhất" trong cùng một năm. Bosley Crowther của The New York Times khẳng định bà là "một quý cô trẻ tuổi với phạm vi biểu hiện sự nhạy cảm và cảm động phi thường chỉ trong một khung hình yếu đuối và mảnh mai. Bà còn tỏa sáng với vai con gái của người tài xế hơn hình tượng nàng công chúa vào năm ngoái và không thể nói được gì hơn."
Hepburn còn trở lại sân khấu năm 1954, vào vai một vị thần nước trong vở kịch Broadway giả tưởng Ondine. Một nhà phê bình trên New York Times có viết "bằng một cách nào đó, Quý cô Hepburn đã truyền tải sự mơ hồ sang ngôn ngữ của sân khấu mà không hề giả dối. Phần trình diễn của bà vô cùng duyên dáng và mê hoặc". Với vai diễn, bà giành giải Tony cho "Nữ diễn viên chính kịch xuất sắc nhất", cùng năm bà thắng giải Oscar cho Roman Holiday. Tại một bữa tiệc dạ hội do Gregory Peck tổ chức, bà gặp nam diễn viên người Mỹ Mel Ferrer và cả hai quyết định hợp tác trong Ondine. Trong giai đoạn sản xuất vở kịch, hai người nảy sinh tình cảm và kết hôn 8 tháng sau đó, vào ngày 25 tháng 9 năm 1954, tại Bürgenstock, Thụy Sĩ.

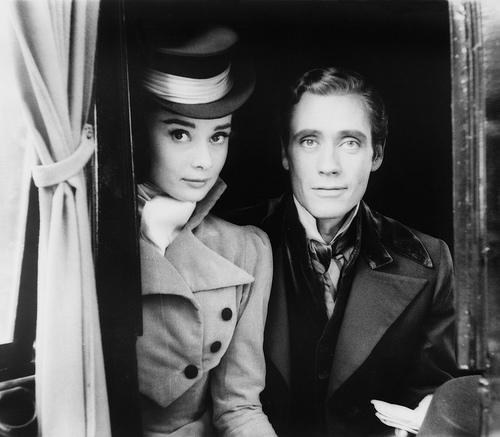
Hepburn và Mel Ferrer trên trường quay War and Peace (1956)

Dù không xuất hiện trong bộ phim mới nào vào năm 1955, Hepburn vẫn giành giải Quả cầu vàng cho "Phim yêu thích thế giới" năm đó. Trở thành một trong những diễn viên bội thu tại phòng vé, bà tiếp tục diễn trong hàng loạt phim thành công ở nửa sau thập kỷ, bao gồm vai diễn Natasha Rostova—giành đề cử giải BAFTA và Quả cầu vàng—trong War and Peace (1956), một phiên bản chuyển thể từ cuốn tiểu thuyết của Tolstoy lấy bối cảnh trong cuộc chiến tranh Napoleon, với sự góp mặt của Henry Fonda và người chồng Mel Ferrer. Năm 1957, bà phô bày kỹ năng khiêu vũ trong phim nhạc kịch Funny Face (1957), nơi Fred Astaire, một nhiếp ảnh gia thời trang, biến một cô nhân viên bán hàng sách thành người mẫu thời trang. Cùng năm đó, bà góp mặt trong phim lãng mạn hài, Love in the Afternoon, bên cạnh Gary Cooper và Maurice Chevalier.
Hepburn diễn vai nữ tu Luke trong The Nun's Story (1959), tập trung vào những tranh đấu của nhân vật để trở thành một nữ tu sĩ, với sự góp mặt của Peter Finch. Vai diễn mang về đề cử giải Oscar thứ ba cho Hepburn và giúp bà đoạt giải BAFTA lần thứ hai. Một đánh giá của Variety có viết "Hepburn đã giành được vai diễn điện ảnh khắt khe nhất và có màn diễn xuất hoàn hảo nhất", trong khi Films in Review khẳng định diễn xuất của bà "sẽ khiến bất kỳ ai nghĩ bà không phải là một diễn viên mà chỉ là một biểu tượng tinh vi của tuổi thơ/một người phụ nữ phải im lặng mãi mãi. Vai Sư cô Luke là một trong những màn diễn xuất hay nhất trên màn ảnh." Theo báo cáo, bà dành nhiều giờ liền trong tu viện với những thành viên của Nhà thờ để khiến vai diễn trở nên trung thực hơn, khẳng định bà "tập trung nhiều thời gian, năng lượng và suy nghĩ nhiều hơn những vai diễn khác."
Sau The Nun's Story, Hepburn nhận nhiều đánh giá ảm đạm với diễn xuất cùng Anthony Perkins trong phim lãng mạn ly kỳ Green Mansions (1959). Bà vào vai Rima, một cô gái rừng xanh phải lòng một du khách người Venezuela và The Unforgiven (1960), bộ phim miền Viễn tây duy nhất của bà, với sự xuất hiện của Burt Lancaster và Lillian Gish trong một câu chuyện về phân biệt chủng tộc với một nhóm người Mỹ bản địa.

### 1961–67:Breakfast at Tiffany'svà tiếp tục thành công

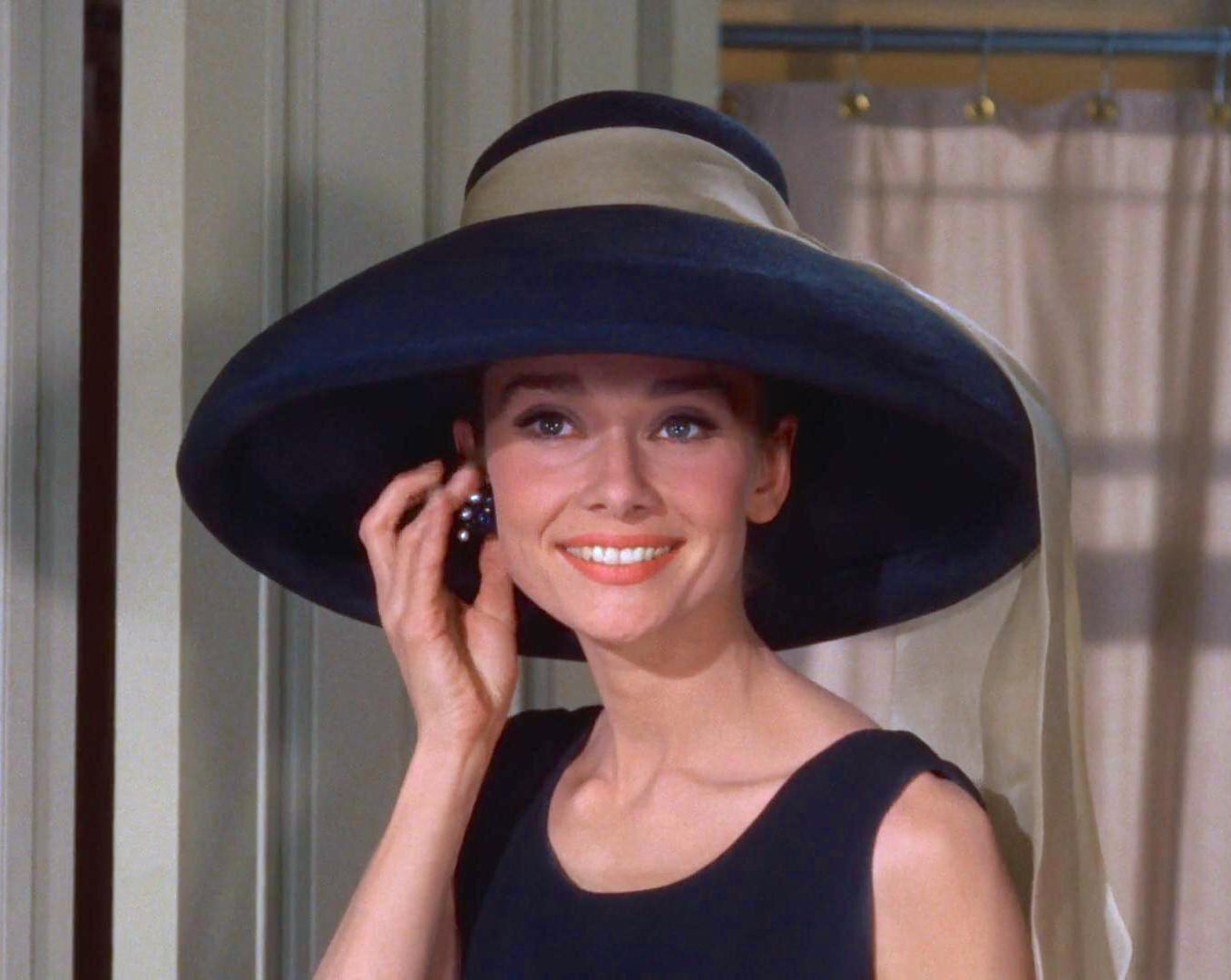
Hepburn trong phim Breakfast at Tiffany's (1961)

Hepburn đóng vai một cô gái vô công rỗi nghề chuyên quyến rũ đàn ông trong Breakfast at Tiffany's (1961) của Blake Edwards, dựa trên quyển tiểu thuyết cùng tên của Truman Capote. Capote không đồng ý với nhiều thay đổi trong phiên bản chuyển thể điện ảnh này và muốn chọn Marilyn Monroe vào vai chính, dù ông vẫn khẳng định Hepburn "đã nhập vai một cách tuyệt vời". Holly Golightly được xem là một trong những nhân vật biểu tượng của nền điện ảnh Hoa Kỳ và là vai diễn quyết định của Hepburn. Chiếc váy mà bà mặc trong đoạn mở đầu phim được xem là một biểu tượng của thế kỷ XX và có thể là "chiếc đầm đen nhỏ" nổi tiếng nhất mọi thời đại. Hepburn khẳng định đây là vai diễn "vui nhộn nhất sự nghiệp của tôi" và thú nhận: "Tôi là người hướng nội. Đóng một phụ nữ sôi nổi là điều khó nhất tôi từng làm."
Cùng năm đó, Hepburn còn góp mặt trong bộ phim chính kịch nhiều tranh cãi của William Wyler The Children's Hour (1961), nơi bà và Shirley MacLaine vào vai những giáo viên sống trong rắc rối sau khi một học sinh cáo buộc họ là người đồng tính nữ. Vì những định kiến lúc bấy giờ, bộ phim và diễn xuất của Hepburn phần lớn bị phớt lờ, cả về thương mại lẫn phê bình. Bosley Crowther của The New York Times cho rằng bộ phim "có diễn xuất không quá nổi bật", ngoại trừ Hepburn khi "mô tả cảm xúc nhạy cảm và thuần khiết", trong khi tạp chí Variety khen ngợi "nét nhạy cảm nhẹ nhàng", với "sự bổ sung hoàn hảo" của Hepburn và MacLaine.
Hepburn vào vai một người phụ nữ góa phụ trong phim hài ly kỳ Charade (1963), bên cạnh nam diễn viên Cary Grant. Grant lúc đó 59 tuổi, từng từ chối diễn xuất cùng Audrey trong Roman Holiday và Sabrina vì khoảng cách tuổi với Hepburn, khi phải diễn nhiều cảnh thân mật với nữ diễn viên chỉ 34 tuổi. Để giải tỏa lo lắng của ông, các nhà làm phim đồng ý đổi kịch bản sao cho nhân vật của Hepburn là người theo đuổi tình cảm của ông. Bộ phim là một trải nghiệm tích cực của ông, khẳng định "Tất cả những gì tôi muốn cho lễ Giáng sinh là một phim khác cùng Audrey." Vai diễn mang về cho Hepburn giải BAFTA cuối cùng trong sự nghiệp và một đề cử nữa cho giải Quả cầu vàng.
Hepburn tái hợp với diễn viên William Holden trong Paris When It Sizzles (1964), một bộ phim hài kịch điên ("screwball comedy"), nơi bà hóa thân vào một trợ lý biên kịch Hollywood trẻ tuổi. Quá trình sản xuất phim gặp nhiều rắc rối: Holden không thể nối lại sự lãng mạn với Hepburn và chứng nghiện rượu của ông bắt đầu ảnh hưởng đến công việc. Sau khi phim bắt đầu khởi quay, bà yêu cầu sa thải nhà quay phim Claude Renoir vì cảm thấy những đoạn phim thô không tốt. Bà còn đề nghị sử dụng phòng trang điểm số 55 vì đó là con số may mắn của bà và yêu cầu Givenchy, nhà tạo mẫu lâu năm của bà, đề cập đến dòng nước hoa của bà trong đoạn giới thiệu cuối phim. Các nhà phê bình chỉ trích bộ phim, nhưng không quá khắt khe với diễn xuất của Hepburn, mô tả bà là "một tạo hóa độc đáo và mới mẻ trong kỷ nguyên của những đường cong phóng đại".

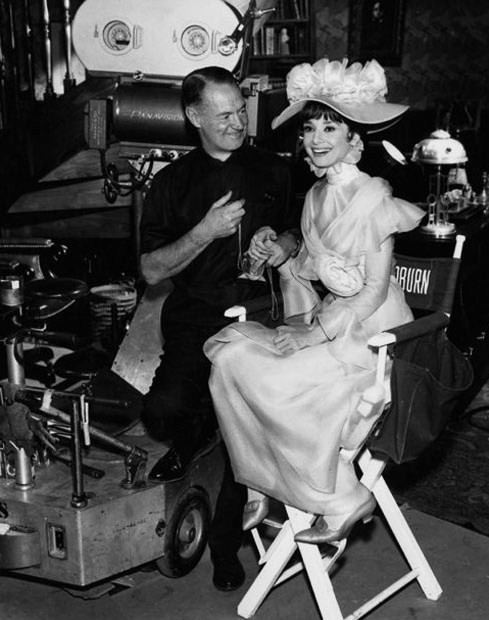
Hepburn với nhà quay phim Harry Stradling, Jr. trên phim trường My Fair Lady (1964)

Bộ phim thứ hai của Hepburn vào năm 1964 là chuyển thể điện ảnh của vở nhạc kịch My Fair Lady, do George Cukor đạo diễn và phát hành vào tháng 11. Soundstage viết rằng "chưa có bộ phim nào gây nhiều hứng thú đến công chúng như My Fair Lady kể từ Gone with the Wind." Phần tuyển vai cho nhân vật Eliza Doolittle gây nhiều tranh cãi. Julie Andrews, người thể hiện nhân vật này trên phiên bản sân khấu, không được mời vì nhà sản xuất Jack L. Warner nghĩ rằng Hepburn hay Elizabeth Taylor là những lựa chọn "sinh lời" hơn Hepburn ban đầu nhờ Warner đưa vai diễn này cho Andrews nhưng bà mới là người được chọn. Nhiều xung đột diễn ra khi—cho dù Hepburn từng hát trong Funny Face và trải qua thời gian luyện giọng cho vai diễn trong My Fair Lady—giọng hát của nhân vật này lại do Marni Nixon đảm nhận vì những bài hát không được sáng tác cho quãng giọng của Hepburn. Hepburn rất tức giận và rời khỏi trường quay khi biết tin.
Giới truyền thông thêu dệt nên câu chuyện ganh đua giữa Hepburn và Andrews, khi Andrews giành giải Oscar cho Mary Poppins tại lễ trao giải lần thứ 37 nhưng Hepburn không được đề cử, dù My Fair Lady tích lũy 8 trên 12 giải thưởng. Dù vậy, các nhà phê bình vẫn khen ngợi màn trình diễn "tinh tế" của Hepburn. Crowther viết rằng "điều hạnh phúc nhất về [My Fair Lady] là Audrey Hepburn đã chứng minh quyết định sáng suốt của Jack Warner khi tuyển bà vào vai chính." Gene Ringgold của Soundstage viết "Mọi người đều đồng ý nếu Julie Andrews không xuất hiện trong bộ phim thì Audrey Hepburn là sự lựa chọn hoàn hảo nhất."
Trong một thập kỷ tới, Hepburn xuất hiện trong nhiều bộ phim theo thể loại khác nhau, bao gồm phim hài How to Steal a Million (1966), nơi bà đóng vai cô con gái của một nhà sưu tầm tranh nổi tiếng, cùng với diễn viên Peter O'Toole. Tiếp đến vào năm 1967, bà góp mặt trong hai bộ phim. Đầu tiên là Two for the Road, một bộ phim hài chính kịch kể về một cuộc hôn nhân đầy rắc rối. Đạo diễn Stanley Donen phát biểu ông thấy Hepburn tự do và hạnh phúc chưa từng thấy cùng nam diễn viên Albert Finney. Bộ phim còn lại thuộc thể loại ly kỳ mang tên Wait Until Dark, khi Hepburn hóa thân vào một người phụ nữ mù bị tấn công. Phim ghi hình vào lúc bà đứng trên bờ vực ly hôn và người chồng lúc bấy giờ, Mel Ferrer là nhà sản xuất của phim. Bộ phim là một khó khăn với Hepburn—bà tụt mất 15 pound do căng thẳng, nhưng nhận được lời động viên của diễn viên Richard Crenna và đạo diễn Terence Young. Hepburn nhận đề cử giải Oscar cuối cùng trong sự nghiệp cho "Nữ diễn viên xuất sắc nhất". Bosley Crowther viết rằng đây là một "vai diễn chua cay" và Hepburn "vô cùng chân thật" trong những cảnh cuối cùng.
Hepburn bị sảy thai hai lần, lần đầu vào tháng 3 năm 1955 và một lần nữa vào năm 1959, khi bà bị ngã trên lưng ngựa trong lúc ghi hình The Unforgiven (1960). Lúc mang thai lần thứ ba, bà nghỉ ngơi cả năm để tránh ảnh hưởng đến thai nhi; con trai của họ, Sean Hepburn Ferrer, hạ sinh ngày 17 tháng 7 năm 1960. Bà bị sảy thai thêm hai lần nữa vào năm 1965 và 1967. Dù có nhiều đồn đoán về cuộc hôn nhân, Hepburn khẳng định bà và Ferrer vẫn hạnh phúc và không thể tách rời, nhưng vẫn thú nhận ông thường hay nổi nóng. Ferrer bị đồn là một người kiểm soát thái quá và thường được nhắc đến là "Svengali" của Hepburn—một cáo buộc khiến Hepburn phì cười. William Holden từng nói rằng "Audrey khiến Mel nghĩ ông ta mang những ảnh hưởng lớn lao đến bà ấy." Sau cuộc hôn nhân kéo dài 14 năm, cả hai ly hôn ngày 5 tháng 12 năm 1968.

### 1968–93: Tạm vắng bóng và những dự án cuối cùng
Sau năm 1967, Hepburn quyết định dành nhiều thời gian cho gia đình và ít diễn xuất trong nhiều thập niên sau đó. Bà gặp gỡ người chồng thứ hai, nhà tâm lý học người Ý Andrea Dotti trên con tàu Mediterranean cùng bạn bè vào tháng 6 năm 1968. Họ kết hôn ngày 18 tháng 1 năm 1969; con trai của họ, Luca Dotti, sinh ngày 8 tháng 2 năm 1970. Trong lúc mang thai Luca vào năm 1969, bà cẩn thận hơn và nghỉ dưỡng nhiều tháng trước khi hạ sinh đứa bé theo phương pháp mổ lấy thai. Bà muốn có thêm một đứa con nữa, nhưng lại bị sảy thai năm 1974. Bà quyết định trở lại điện ảnh vào năm 1976, đồng diễn xuất với Sean Connery trong bộ phim lịch sử đạt thành công vừa phải, Robin and Marian. Năm 1979, Hepburn tái hợp với đạo diễn Terence Young trong bộ phim sản xuất quốc tế Bloodline, cùng với Ben Gazzara, James Mason và Romy Schneider. Bộ phim là một thất bại về doanh thu. Trên phim trường, bà và diễn viên Gazzara có mối quan hệ tình cảm ngắn ngủi. Cuộc hôn nhân của Dotti-Hepburn kết thúc năm 1982. Sau khi ly hôn, bà chỉ nói chuyện với Dotti hai lần lúc còn sống và vẫn giữ liên lạc với ông.

Tổng thống Hoa Kỳ Ronald Reagan cùng Hepburn và Robert Wolders năm 1981

Vai diễn chính diện cuối cùng của Hepburn nằm trong bộ phim They All Laughed (1981) của đạo diễn Peter Bogdanovich. Bộ phim bị lu mờ bởi cái chết của một trong những diễn viên chính, Dorothy Stratten và chỉ phát hành giới hạn. Sáu năm sau, Hepburn đồng diễn xuất với Robert Wagner trong bộ phim truyền hình Love Among Thieves (1987). Sau khi đóng vai diễn điện ảnh cuối cùng vào năm 1988—một vai nhỏ là một thiên thần trong bộ phim Always của Steven Spielberg—Hepburn chỉ kịp hoàn thiện hai dự án giải trí khác: loạt phim tài liệu PBS Gardens of the World with Audrey Hepburn, được ghi hình tại 7 quốc gia vào mùa Xuân và Hè năm 1990. Một tập phim dài 1 tiếng trình chiếu vào tháng 3 năm 1991, trong khi toàn bộ loạt phim lên sóng một ngày sau khi bà mất, ngày 21 tháng 2 năm 1993. Cho tập phim đầu tiên, Hepburn giành giải Emmy cho "Thành tựu cá nhân nổi bật" sau khi mất. Dự án còn lại là một album kể chuyện mang tên Audrey Hepburn's Enchanted Tales, bao gồm nhiều câu chuyện thiếu nhi kinh điển do bà thu âm vào năm 1992. Album giành giải Grammy "Album kể chuyện trẻ em xuất sắc nhất" sau khi bà mất.
Từ năm 1980 đến khi mất, Hepburn giữ mối quan hệ tình cảm với diễn viên người Hà Lan Robert Wolders, là chồng cũ của diễn viên Merle Oberon. Bà gặp Wolders thông qua một người bạn trong những năm cuối cùng của cuộc hôn nhân thứ hai. Năm 1989, bà gọi chín năm chung sống với ông là quãng thời gian hạnh phúc nhất đời. Họ sống tại làng La Paisible, Tolochenaz-sur-Morges, Thụy Sĩ và không làm đám cưới.

## Hoạt động xã hội

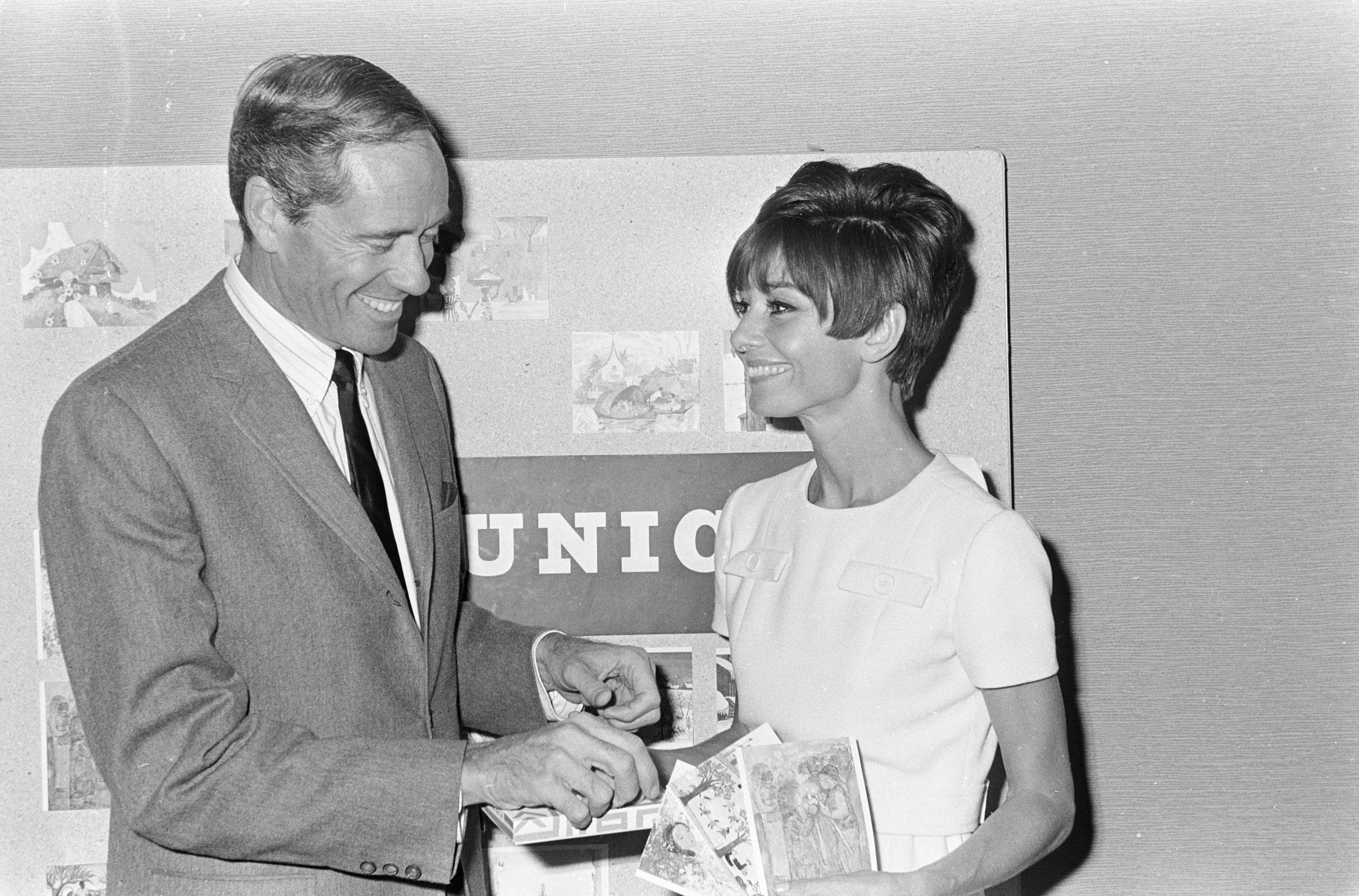
Ferrer và Hepburn tại Hà Lan trong một buổi đấu giá của UNICEF vào năm 1966

Hepburn là Đại sứ Thiện chí của Quỹ Nhi đồng Liên Hợp Quốc (UNICEF). Nhiệm vụ đầu tiên của Hepburn tại UNICEF là đến Ethiopia năm 1988. Bà đến thăm một trại mồ côi đang nuôi dưỡng 500 trẻ em ở Mek'ele và phân phát thức ăn cùng UNICEF. Trong chuyến đi, bà phát biểu rằng "Trái tim tôi đau khổ. Tôi cảm thấy tuyệt vọng."  Vào tháng 8 năm 1988, Hepburn đến Thổ Nhĩ Kỳ trong một chiến dịch tiêm chủng. Bà gọi quốc gia này là "ví dụ đáng yêu nhất" trong khả năng của UNICEF." Vào tháng 10, Hepburn đến Nam Phi. Tại Venezuela và Ecuador, Hepburn kể với Quốc hội Hoa Kỳ rằng, "Tôi thấy những ngôi làng và khu ổ chuột nhỏ bé gần núi lần đầu tiên nhận được hệ thống cấp nước bởi một phép màu – và phép màu đó là UNICEF. Tôi nhìn những chàng trai tự xây trường học bằng gạch và xi-măng của UNICEF cung cấp."
Hepburn chu du khắp miền Trung Mỹ vào tháng 2 năm 1989 và gặp nhiều lãnh tụ tại Honduras, El Salvador và Guatemala. Tháng 4, bà đến thăm Sudan và Wolders trong chuyến đi mang tên "Operation Lifeline". Vì cuộc nội chiến mà thức ăn tại các trung tâm y tế bị thiếu hụt. Chiến dịch mang thức ăn đến vùng nam Sudan. Hepburn phát biểu, "Tôi thấy một sự thật hiển nhiên: Đây không là thiên tai mà là thảm họa nhân tạo vì vậy chỉ có một cách khắc phục bởi nhân loại — hòa bình." Vào tháng 10, Hepburn và Wolders đến Bangladesh. John Isaac, một nhiếp ảnh gia của UN, nói rằng "Thường thì bọn trẻ dính đầy ruồi nhặng, nhưng bà vẫn đến ôm chúng. Tôi chưa bao giờ thấy điều tương tự. Những người khác có một khoảng cách do dự nhất định, nhưng bà ấy thì cứ tóm lấy chúng. Những đứa trẻ cứ chạy đến vòng tay của bà, chạm vào bà — bà hệt như Pied Piper vậy."
Vào tháng 10 năm 1990, Hepburn đến Việt Nam, nhằm kết hợp với chính quyền cho chương trình tiêm chủng và tuyên truyền sử dụng nước sạch của UNICEF. Bà phát biểu "Tôi muốn đưa lại nhiều bức hình về đất nước - con người Việt Nam để người dân trên khắp thế giới có thể hiểu hơn về nơi đây, hiểu rằng Việt Nam có nhiều điều để họ tìm hiểu, chứ không chỉ có một cuộc chiến tranh. Chiến tranh là một con quỷ và con quỷ đó đã đến lúc cần phải nằm xuống." Tháng 9 năm 1992, 4 tháng trước khi mất, Hepburn đến Somalia. Bà kể lại, "Tôi như bước vào một cơn ác mộng. Tôi từng thấy nạn đói ở Ethiopia và Bangladesh, nhưng chưa bao giờ chứng kiến điều gì như thế này — còn tồi tệ hơn những gì tôi có thể tưởng tượng. Tôi chưa sẵn sàng cho chuyện này." Dù sợ hãi, Hepburn vẫn còn nhiều hy vọng: "Chăm sóc trẻ em không liên quan đến chính trị. Tôi nghĩ có lẽ với thời gian [...] rồi chính trị sẽ được nhân đạo hóa."

### Công nhận
Tổng thống Mỹ George H. W. Bush trao cho bà Huân chương Tự do Tổng thống để ghi nhận những đóng góp của bà với UNICEF và Viện Hàn lâm Khoa học và Nghệ thuật Điện ảnh trao cho bà Giải thưởng Nhân đạo Jean Hersholt cho những cống hiến của bà với nhân loại, do con trai của Hepburn nhận thay. Cảm thấy bản thân may mắn sau cuộc chiếm đóng của quân Đức khi còn nhỏ, bà dành phần còn lại của đời mình để giúp đỡ những trẻ em khó khăn tại những quốc gia nghèo đói nhất.
Dù đóng góp cho tổ chức này từ năm 1954, kể từ năm 1954 với sự hỗ trợ phát thanh, bà bắt đầu làm việc tại những cộng đồng khó khăn nhất. Vào năm 2002, tại "Tọa đàm đặc biệt về trẻ em" của Liên hiệp Quốc, UNICEF vinh danh nỗ lực nhân đạo của Hepburn bằng việc khánh thành một bức tượng mang tên "The Spirit of Audrey" tại trụ sở của UNICEF ở New York. Dịch vụ cho trẻ em của bà cũng được công nhận thông qua "Audrey Hepburn Society" của Quỹ Hoa Kỳ UNICEF.

## Qua đời

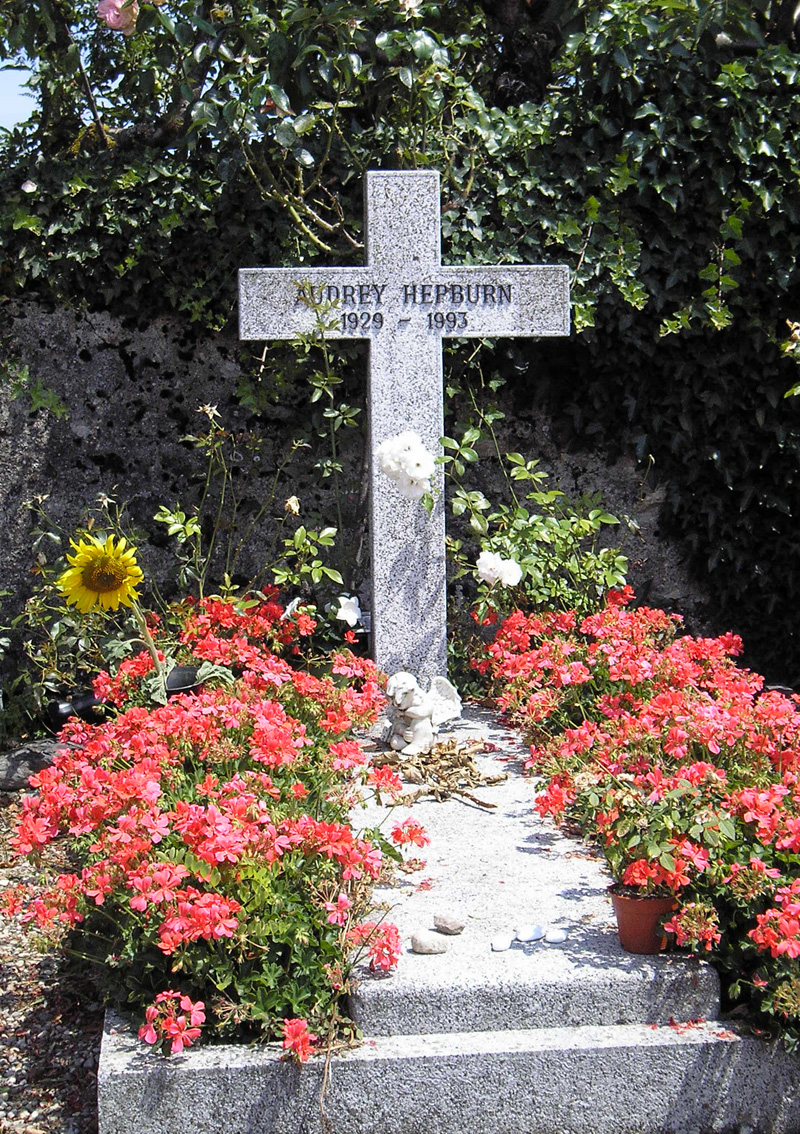
Mộ của Hepburn tại Tolochenaz, Thụy Sĩ

Khi trở về từ Somalia đến Thụy Sĩ vào cuối tháng 9 năm 1992, Hepburn bắt đầu có những dấu hiệu đau dạ dày. Trong lúc những khám nghiệm tại Hà Lan đưa ra kết quả không rõ ràng, một cuộc mổ nội soi diễn ra tại Trung tâm Y tế Cedars-Sinai, Los Angeles vào đầu tháng 11 cho thấy một dạng ung thư ruột hiếm thấy—mang tên pseudomyxoma peritonei— đang phát triển. Do phát triển chậm trong nhiều năm, căn bệnh đã di căn thành một lớp mỏng bao phủ trên ruột non của bà. Sau khi phẫu thuật, Hepburn bắt đầu hóa trị. Một cuộc phẫu thuật vào đầu tháng 12 cho thấy căn bệnh đã lan quá rộng và đang trong giai đoạn cuối.
Hepburn và gia đình trở về quê nhà tại Thụy Sĩ để ăn mừng lễ Giáng sinh cuối cùng. Vì vẫn còn hồi phục sau cuộc phẫu thuật, bà không thể sử dụng máy bay thương mại thông thường. Người bạn lâu năm của bà, Hubert de Givenchy, sắp xếp cùng Rachel Lambert "Bunny" Mellon để đưa bà từ Los Angeles đến Genève trên một chiếc phản lực Gulfstream riêng và chất đầy hoa. Bà dành những ngày cuối cùng tại nhà riêng ở Tolochenaz, Vaud và đủ khỏe để đi bộ trong vườn nhưng cuối cùng lại trở nên yếu dần và nằm nghỉ trên giường.
Đêm 20 tháng 1 năm 1993, Hepburn qua đời trong giấc ngủ tại nhà. Sau khi mất, Gregory Peck xuất hiện trước máy quay và xúc động đọc lại bài thơ yêu thích của bà, "Unending Love" của Rabindranath Tagore. Lễ tang diễn ra tại nhà thờ địa phương ở Tolochenaz vào ngày 24 tháng 1 năm 1993. Maurice Eindiguer, mục sư trong lễ cưới của Hepburn và Mel Ferrer, cũng là người làm lễ rửa tội cho con trai Sean của bà năm 1960, đã làm chủ tọa cho lễ tang, trong khi Prince Sadruddin Aga Khan của UNICEF đọc bài điếu văn. Nhiều thành viên gia đình và bạn bè đến dự lễ tang, bao gồm những người con trai của bà, người tình Robert Wolders, anh kế Ian Quarles van Ufford, những người chồng cũ Andrea Dotti và Mel Ferrer, chủ tịch UNICEF, Hubert de Givenchy và các diễn viên Alain Delon và Roger Moore. Gregory Peck, Elizabeth Taylor và gia đình hoàng gia Hà Lan đã gửi hoa đến buổi lễ. Cuối ngày hôm đó, Hepburn an táng tại Nghĩa trang Tolochenaz.

## Di sản

Ngôi sao của Audrey Hepburn trên Đại lộ Danh vọng Hollywood.

Di sản ở cương vị một nữ diễn viên và tính cách của Audrey Hepburn vẫn kéo dài sau khi bà mất. Viện phim Mỹ liệt Hepburn ở vị trí thứ 3 trong danh sách những nữ ngôi sao điện ảnh vĩ đại nhất. Bà là một trong những ngôi sao giải trí hiếm hoi giành giải Oscar, Emmy, Grammy và Tony. Trong những năm cuối đời, bà vẫn hiện hữu trong thế giới điện ảnh. Hiệp hội điện ảnh của Trung tâm Lincoln năm 1991 có tưởng nhớ đến bà và bản thân Hepburn thường xuyên giới thiệu tại các lễ trao giải Oscar. Sau khi qua đời, đã có nhiều bộ phim tiểu sử về Hepburn, trong đó có bộ phim chính kịch The Audrey Hepburn Story (2000) do Jennifer Love Hewitt và Emmy Rossum đóng. Ngôi sao của Hepburn trên Đại lộ Danh vọng Hollywood nằm ở số 1652, Vine Street, đặt ngày 8 tháng 2 năm 1960.
Sean Ferrer thành lập Quỹ Trẻ em của Audrey Hepburn để tưởng nhớ mẹ mình không lâu sau khi bà mất. Quỹ Hoa Kỳ UNICEF cũng thành lập nên Audrey Hepburn Society do Luca Dotti làm chủ tịch. Ferrer cũng là người bảo trợ cho Quỹ từ thiện Pseudomyxoma Survivor, hỗ trợ những bệnh nhân mắc căn bệnh ung thư hiếm thấy mà Hepburn trải qua pseudomyxoma peritonei và đại diện cho European Organisation for Rare Diseases năm 2015.
Sau khi mất, hình ảnh của Audrey Hepburn vẫn tiếp tục sử dụng rộng rãi. Năm 2003, Bưu điện Hoa Kỳ đã phát hành con tem Audrey Hepburn, được thiết kế bởi Michael J. Deas. Tại Đức, một con tem tưởng niệm Audrey Hepburn được dự định phát hành vào năm 2001. Sau đó kế hoạch đã bị hủy bỏ vì lý do hình ảnh con tem, Audrey trong Breakfast at Tiffany's với điếu thuốc lá trên môi, bị con trai bà phản đối. Nhưng có vài bản mẫu đã được đóng dấu, gửi đi trong khoảng 2003 tới 2004. Ngay lập tức chúng được các nhà sưu tầm chú ý, trở nên nổi tiếng và đắt giá. Một trong số đó đã được bán đấu giá ngày 7 tháng 10 năm 2005 tại Düsseldorf với giá 135 nghìn euro. Tại Nhật Bản, thượng hiệu Kirin cũng dùng các hình cảnh của Roman Holiday cho chiến dịch quảng bá sản phẩm trà đen. Ở Mỹ, nhãn hiệu thời trang Gap Inc. phát hành một video dựng từ những cảnh trong phim Funny Face vào cuối năm 2006. Cùng với chiến dịch này, Gap cũng đã ủng hộ cho Quỹ Trẻ em của Audrey Hepburn.

### Biểu tượng thời trang
Hepburn được ghi nhận bởi những lựa chọn thời trang và diện mạo độc đáo của bà; nhà báo Mark Tungate mô tả bà là một thương hiệu dễ nhận biết. Khi nổi tiếng với vai diễn trong Roman Holiday (1953), công chúng xem Hepburn là một hình tượng nữ tính lý tưởng, hấp dẫn với phụ nữ hơn là đàn ông, so với những vẻ đẹp đẫy đà và gợi cảm hơn của Marilyn Monroe, Grace Kelly và Elizabeth Taylor. Với kiểu tóc ngắn, lông mày rậm, cơ thể gầy và vẻ ngoài hơi "nam tính", bà đại diện cho diện mạo mà giới nữ trẻ dễ dàng sao chép hơn những ngôi sao điện ảnh lộng lẫy khác. Năm 1954, nhiếp ảnh gia thời trang Cecil Beaton gọi Hepburn là "hiện thân của lý tưởng nữ giới mới mẻ trong lòng công chúng" từ tạp chí Vogue. Phiên bản Anh Quốc của tạp chí này thường xuyên báo cáo về phong cách của bà trong suốt một thập kỷ kế đến. Cùng với người mẫu Twiggy, Hepburn được cho là một trong những hình tượng công chúng chủ chốt đưa vẻ đẹp gầy trở nên thời thượng.
Được Danh sách mặc đẹp quốc tế xướng tên vào năm 1961, Hepburn chọn phong cách nhỏ gọn, thường mặc trang phục đơn giản nhấn mạnh vào cơ thể gầy của bà, mang màu sắc tối giản và thi thoảng đeo những phụ kiện nổi bật. Học giả Rachel Moseley cho rằng "những chiếc quần đen nhỏ, hài đế bằng theo kiểu ba-lê và áo nịt len đen" là các trang phục nổi tiếng của bà, ngoài bộ đầm đen, nhận thấy phong cách này mới mẻ vào thời điểm đó, khi phụ nữ vẫn mặc váy và giày cao gót hơn là quần và giày đế bằng.

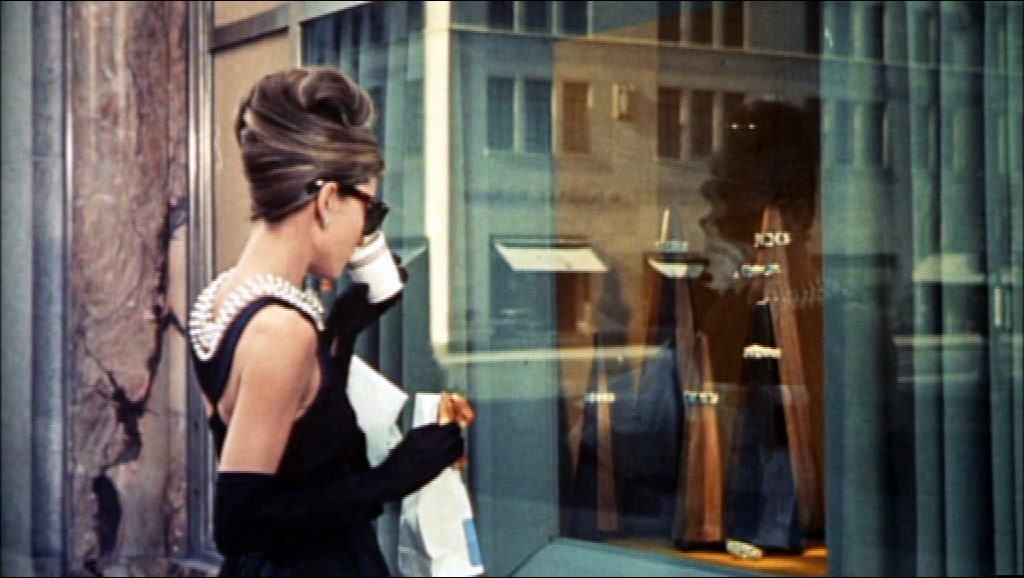
Hepburn trong cảnh mở đầu Breakfast at Tiffany's (1961), mặc chiếc đầm đen nhỏ nổi tiếng của Givenchy và chuỗi hạt của Roger Scemama

Hepburn có liên quan mật thiết đến nhà thiết kế thời trang người Pháp Hubert de Givenchy, người lần đầu được thuê thiết kế trang phục trên màn ảnh cho bà trong bộ phim Hollywood thứ hai, Sabrina (1954) khi Hepburn vẫn còn là một diễn viên vô danh và ông chỉ là một thợ may trẻ tuổi bắt đầu xây dựng sự nghiệp. Dù ban đầu thất vọng khi biết "Quý cô Hepburn" không phải là Katharine Hepburn như ông vẫn nghĩ, Givenchy và Hepburn đã xây dựng một tình bạn lâu dài. Bà trở thành nàng thơ của ông và hai người thân thiết đến mức học giả Jayne Sheridan khẳng định "chúng ta có thể hỏi 'Liệu Audrey Hepburn tạo nên Givenchy hay ngược lại?'".
Ngoài Sabrina, Givenchy còn thiết kế phục trang cho bà trong Love in the Afternoon (1957), Breakfast at Tiffany's (1961), Funny Face (1957), Charade (1963), Paris When It Sizzles (1964) và How to Steal a Million (1966), cũng như trong đời thường. Theo Moseley, thời trang đóng một vai trò quan trọng trong nhiều bộ phim của Hepburn, khẳng định "trang phục không gắn liền với nhân vật, mà hoạt động 'một cách thầm lặng' theo bối cảnh, nhưng 'thời trang' lại trở thành sức hút thẩm mỹ theo một hướng rất riêng". Hepburn khẳng định Givenchy "tạo nên vẻ ngoài, thể loại, đề bật cho tôi. Ông vẫn và sẽ luôn là người tuyệt nhất. Vì ông ấy giữ nguyên phong cách mà tôi yêu thích." Bà còn là gương mặt cho sản phẩm nước hoa đầu tiên của Givenchy, L'Interdit năm 1957. Ngoài Givenchy, Hepburn còn được xem là người tăng doanh số cho chiếc áo khoác Burberry khi mặc một lần trong phim Tiffany's và liên quan đến hãng giày dép Ý Tod's.
Trong đời sống riêng tư, Hepburn thường mặc những bộ quần áo giản dị và dễ chịu, khác với những trang phục may đo cao cấp bà mặc trong những sự kiện công chúng và trên màn ảnh. Dù được ngưỡng mộ bởi vẻ đẹp của mình, Hepburn chưa bao giờ xem mình là một người quyến rũ, khẳng định "bạn có thể nói rằng tôi ghét bản thân mình trong một thời gian nhất định."
Ảnh hưởng của Hepburn dưới vai trò của một biểu tượng phong cách tiếp tục diễn ra trong nhiều thập kỷ sau khi bà đạt đến đỉnh cao sự nghiệp trong những năm 50, những năm 60. Moseley nhận thấy sau khi qua đời năm 1993, bà được người đời tôn vinh như một biểu tượng của thời trang, khi những tạp chí thường đưa ra lời khuyên đến người đọc để tái tạo vẻ ngoài của bà, trong khi các nhà tạo mẫu xem bà như một nguồn cảm hứng. Năm 2004, Hepburn được vinh danh là "người phụ nữ đẹp nhất mọi thời đại" và "người phụ nữ đẹp nhất thế kỷ XX" theo những cuộc bình chọn công khai của Evian và QVC. Năm 2015, Samsung bình chọn bà là "người Anh phong cách nhất mọi thời đại". Những trang phục của bà mang về số tiền lớn trong nhiều buổi đấu giá: Một trong những chiếc đầm đen nhỏ do Givenchy thiết kế cho Breakfast at Tiffany's được nhà đấu giá Christie's bán với giá tiền kỷ lục 467.200 bảng Anh vào năm 2006.

## Sự nghiệp diễn xuất

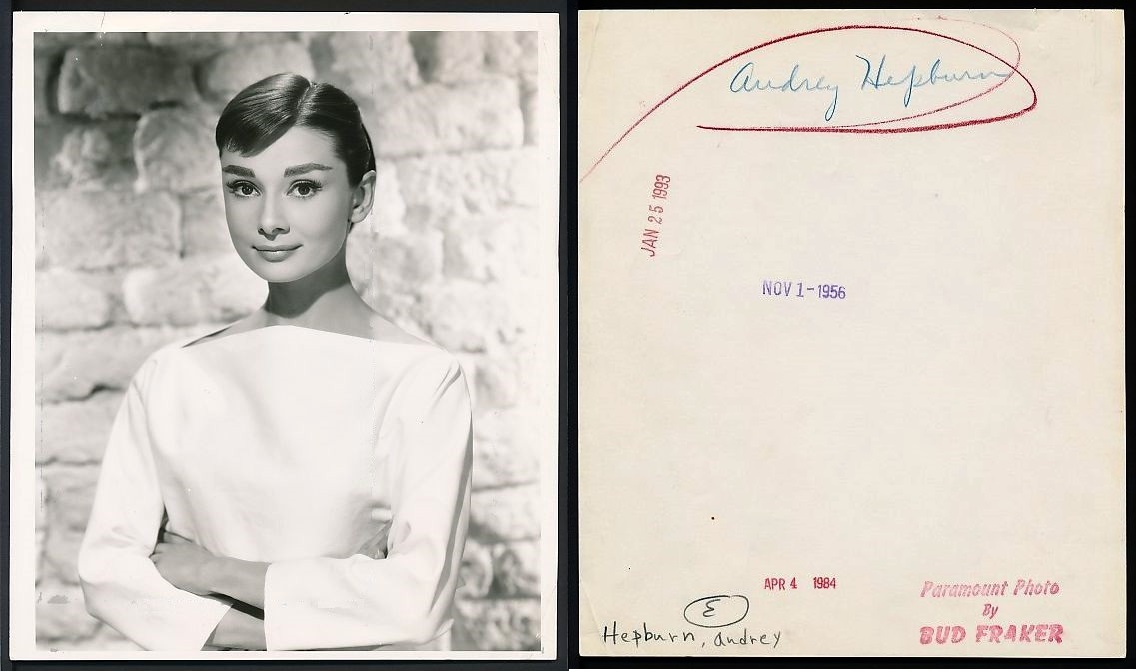
Audrey Hepburn năm 1956

Hình vẽ Audrey Hepburn trên Tây Môn Đình, Đài Loan

- Roman Holiday (1953)
- Sabrina (1954)
- War and Peace (1956)
- Love in the Afternoon (1957)
- Funny Face (1957)
- Green Mansions (1959)
- The Nun's Story (1959)
- The Unforgiven (1960)
- Breakfast at Tiffany's (1961)
- The Children's Hour (1961)
- Charade (1963)
- Paris When It Sizzles (1964)
- My Fair Lady (1964)
- How to Steal a Million (1966)
- Two for the Road (1967)
- Wait Until Dark (1967)
- Robin and Marian (1976)
- Bloodline (1979)
- They All Laughed (1981)
- Always (1989)